# Liga Insular de Santo Antão (Zona Sul) de 2015–16
O Liga Regional (ou Insular) de Santo Antão (Zona Sul) de 2015-16 foi a epoca de Associação Regional de Futebol de Zona Sul de Santo Antão (ARFZSSA), competição de futebol.  Apenas seis clubes participado na temporada.[carece de fontes?] O epoca futeboilsta foi arrancado em 2 de dezembro.
O campeão do torneio foi o Associação Académica do Porto Novo conqustou o deze e título recentemente é jogar em Campeonato Cabo-Verdiano de Futebol de 2016
Académica do Porto Novo venceu 60 gols na temporada de 2016 é uma recorde da clube.
Fiorentina retornou-se na regionais apois dois temporadas.

## Clubes
- Associação Académica do Porto Novo
- Fiorentina
- Inter
- Lajedos ou Lagedos
- Maritimo
- Sporting
- Tarrafal FC de Monte Trigo - novo clube

### Clubes não participado na temporada
- Sanjoanense
- Santo André

## Resumo da Temporada
A edição 2014-15 da Campeonato Regional (ou Insular) teve o Associação Académica do Porto Novo.

### Classificação Final
| # | Equipa                          | J  | V  | E | D  | GP | GC | SG  | Pts | Classificação                                                |
| - | ------------------------------- | -- | -- | - | -- | -- | -- | --- | --- | ------------------------------------------------------------ |
| 1 | Académica do Porto Novo (C) (Q) | 12 | 11 | 0 | 1  | 60 | 6  | +54 | 33  | Qualificado para Campeonato Cabo-Verdiano de Futebol de 2016 |
| 2 | Marítimo                        | 12 | 11 | 0 | 1  | 34 | 4  | +30 | 33  |                                                              |
| 3 | Lajedos                         | 12 | 5  | 1 | 6  | 21 | 17 | +4  | 16  |                                                              |
| 4 | Tarrafal FC de Monte Trigo      | 12 | 4  | 3 | 5  | 14 | 26 | −12 | 15  |                                                              |
| 5 | Fiorentina Porto Novo           | 11 | 4  | 2 | 5  | 18 | 34 | −16 | 14  |                                                              |
| 6 | Inter Porto Novo                | 12 | 2  | 2 | 8  | 11 | 33 | −22 | 8   |                                                              |
| 7 | Sporting Clube do Porto Novo    | 12 | 1  | 0 | 11 | 8  | 46 | −38 | 3   |                                                              |

Fonte: [carece de fontes?]
Regras para classificação: 1º pontos; 2º saldo de gols; 3º gols pró.
(C) = Campeão; (R) = Rebaixado; (P) = Promovido; (O) = Vencedor do play-off; (A) = Classificado para a próxima fase. 
Somente aplicável se a temporada não tiver terminado: 
(Q) = Classificado para a fase do torneio indicada; (TQ) = Classificado para o torneio, mas não para a fase indicada; (DQ) = Desclassificado do torneio.

## Jogos
| Rodada 1             | Rodada 1 | Rodada 1             | Rodada 1        | Rodada 1 | Rodada 1 | Rodada 1 | Rodada 1 | Rodada 1 | Rodada 1 | Rodada 1 | Rodada 1 |
| Casa                 | Gols     | Visitador            | Data            |          |          |          |          |          |          |          |          |
| -------------------- | -------- | -------------------- | --------------- | -------- | -------- | -------- | -------- | -------- | -------- | -------- | -------- |
| Lajedos              | 5 - 0    | Fiorentina           | 9 de janeiro    |          |          |          |          |          |          |          |          |
| Tarrafal Monte Trigo | 2 - 2    | Inter                | 9 de janeiro    |          |          |          |          |          |          |          |          |
| Sporting Porto Novo  | 0 - 8    | Académica Porto Novo | 10 de janeiro   |          |          |          |          |          |          |          |          |
| Rodada 2             |          |                      |                 |          |          |          |          |          |          |          |          |
| Casa                 | Gols     | Visitador            | Data            |          |          |          |          |          |          |          |          |
| Inter                | 0 - 2    | Lajedos              | 12 de janeiro   |          |          |          |          |          |          |          |          |
| Marítimo             | 2 - 0    | Sporting Porto Novo  | 13 de janeiro   |          |          |          |          |          |          |          |          |
| Académica Porto Novo | 6 - 1    | Tarrafal Monte Trigo | 13 de janeiro   |          |          |          |          |          |          |          |          |
| Rodada 3             |          |                      |                 |          |          |          |          |          |          |          |          |
| Casa                 | Gols     | Visitador            | Data            |          |          |          |          |          |          |          |          |
| Fiorentina           | 4 - 1    | Inter                | 16 de janeiro   |          |          |          |          |          |          |          |          |
| Lajedos              | 0 - 2    | Académica Porto Novo | 16 de janeiro   |          |          |          |          |          |          |          |          |
| Tarrafal Monte Trigo | 0 - 1    | Marítimo             | 17 de janeiro   |          |          |          |          |          |          |          |          |
| Rodada 4             |          |                      |                 |          |          |          |          |          |          |          |          |
| Casa                 | Gols     | Visitador            | Data            |          |          |          |          |          |          |          |          |
| Académica Porto Novo | 3 - 1    | Fiorentina           | 19 de janeiro   |          |          |          |          |          |          |          |          |
| Sporting Porto Novo  | 1 - 2    | Tarrafal Monte Trigo | 20 de janeiro   |          |          |          |          |          |          |          |          |
| Marítimo             | 1 - 0    | Lajedos              | 20 de janeiro   |          |          |          |          |          |          |          |          |
| Rodada 5             |          |                      |                 |          |          |          |          |          |          |          |          |
| Casa                 | Gols     | Visitador            | Data            |          |          |          |          |          |          |          |          |
| Inter                | 0 - 5    | Académica Porto Novo | 23 de janeiro   |          |          |          |          |          |          |          |          |
| Fiorentina           | 1 - 5    | Marítimo             | 23 de janeiro   |          |          |          |          |          |          |          |          |
| Lajedos              | 5 - 1    | Sporting Porto Novo  | 24 de janeiro   |          |          |          |          |          |          |          |          |
| Rodada 6             |          |                      |                 |          |          |          |          |          |          |          |          |
| Casa                 | Gols     | Visitador            | Data            |          |          |          |          |          |          |          |          |
| Tarrafal Monte Trigo | 1 - 1    | Lajedos              | 30 de janeiro   |          |          |          |          |          |          |          |          |
| Sporting Porto Novo  | 0 - 2    | Fiorentina           | 30 de janeiro   |          |          |          |          |          |          |          |          |
| Marítimo             | 6 - 0    | Inter                | 31 de janeiro   |          |          |          |          |          |          |          |          |
| Rodada 7             |          |                      |                 |          |          |          |          |          |          |          |          |
| Casa                 | Gols     | Visitador            | Data            |          |          |          |          |          |          |          |          |
| Académica Porto Novo | 2 - 1    | Marítimo             | 13 de fevereiro |          |          |          |          |          |          |          |          |
| Inter                | 2 - 1    | Sporting Porto Novo  | 13 de fevereiro |          |          |          |          |          |          |          |          |
| Fiorentina           | 2 - 2    | Tarrafal Monte Trigo | 14 de fevereiro |          |          |          |          |          |          |          |          |
| Rodada 8             |          |                      |                 |          |          |          |          |          |          |          |          |
| Casa                 | Gols     | Visitador            | Data            |          |          |          |          |          |          |          |          |
| Sporting Porto Novo  | 0 - 4    | Marítimo             | 27 de fevereiro |          |          |          |          |          |          |          |          |
| Fiorentina           | 0 - 10   | Académica Porto Novo | 27 de fevereiro |          |          |          |          |          |          |          |          |
| Lajedos              | 3 - 1    | Inter                | 28 de fevereiro |          |          |          |          |          |          |          |          |
| Rodada 9             |          |                      |                 |          |          |          |          |          |          |          |          |
| Casa                 | Gols     | Visitador            | Data            |          |          |          |          |          |          |          |          |
| Lajedos              | 0 - 2    | Tarrafal Monte Trigo | 12 de março     |          |          |          |          |          |          |          |          |
| Académica Porto Novo | 3 - 0    | Inter                | 12 de março     |          |          |          |          |          |          |          |          |
| Fiorentina           | 3 - 0    | Sporting Porto Novo  | 13 de março     |          |          |          |          |          |          |          |          |
| Rodada 10            |          |                      |                 |          |          |          |          |          |          |          |          |
| Casa                 | Gols     | Visitador            | Data            |          |          |          |          |          |          |          |          |
| Sporting Porto Novo  | 3 - 1    | Inter                | 5 de março      |          |          |          |          |          |          |          |          |
| Marítimo             | 5 - 0    | Fiorentina           | 19 de março     |          |          |          |          |          |          |          |          |
| Tarrafal Monte Trigo | 1 - 6    | Académica Porto Novo | 19 de março     |          |          |          |          |          |          |          |          |
| Rodada 11            |          |                      |                 |          |          |          |          |          |          |          |          |
| Casa                 | Gols     | Visitador            | Data            |          |          |          |          |          |          |          |          |
| Marítimo             | 3 - 0    | Tarrafal Monte Trigo | 5 de março      |          |          |          |          |          |          |          |          |
| Lajedos              | 4 - 1    | Sporting Porto Novo  | 29 de março     |          |          |          |          |          |          |          |          |
| Inter                | 1 - 1    | Fiorentina           | 30 de março     |          |          |          |          |          |          |          |          |
| Rodada 12            |          |                      |                 |          |          |          |          |          |          |          |          |
| Casa                 | Gols     | Visitador            | Data            |          |          |          |          |          |          |          |          |
| Tarrafal Monte Trigo | 2 - 1    | Sporting Porto Novo  | 9 de abril      |          |          |          |          |          |          |          |          |
| Inter                | 0 - 3    | Marítimo             | 9 de abril      |          |          |          |          |          |          |          |          |
| Académica Porto Novo | 3 - 0    | Lajedos              | 10 de abril     |          |          |          |          |          |          |          |          |
| Rodada 13            |          |                      |                 |          |          |          |          |          |          |          |          |
| Casa                 | Gols     | Visitador            | Data            |          |          |          |          |          |          |          |          |
| Académica Porto Novo | 11 - 0   | Sporting Porto Novo  | 16 de abril     |          |          |          |          |          |          |          |          |
| Lajedos              | 0 - 1    | Marítimo             | 16 de abril     |          |          |          |          |          |          |          |          |
| Tarrafal Monte Trigo | 1 - 0    | Fiorentina           | 17 de abril     |          |          |          |          |          |          |          |          |
| Rodada 14            |          |                      |                 |          |          |          |          |          |          |          |          |
| Casa                 | Gols     | Visitador            | Data            |          |          |          |          |          |          |          |          |
| Inter                | 3 - 0    | Tarrafal Monte Trigo | 22 de abril     |          |          |          |          |          |          |          |          |
| Fiorentina           | 4 - 1    | Lajedos              | 23 de abril     |          |          |          |          |          |          |          |          |
| Marítimo             | 2 - 1    | Académica Porto Novo | 23 de abril     |          |          |          |          |          |          |          |          |

## Evolução dos posições
| Clube / Semana        | 01 | 02 | 03 | 04 | 05 | 06 | 07 | 08 | 09 | 10 | 11 | 12 | 13 | 14 |
| --------------------- | -- | -- | -- | -- | -- | -- | -- | -- | -- | -- | -- | -- | -- | -- |
| Académica P.N.        | 1  | 1  | 1  | 1  | 1  | 1  | 1  | 1  | 1  | 1  | 1  | 1  | 1  | 1  |
| Fiorentina Porto Novo | 6  | 6  | 4  | 5  | 5  | 4  | 4  | 4  | 4  | 4  | 4  | 5  | 5  | 5  |
| Inter                 | 3  | 4  | 5  | 6  | 6  | 6  | 6  | 6  | 6  | 6  | 6  | 6  | 6  | 5  |
| Lajedos               | 2  | 2  | 2  | 3  | 3  | 3  | 3  | 3  | 3  | 3  | 3  | 3  | 3  | 3  |
| Marítimo              | 5  | 3  | 3  | 2  | 2  | 2  | 2  | 2  | 2  | 2  | 2  | 2  | 2  | 3  |
| Sporting P.N.         | 7  | 7  | 7  | 7  | 7  | 7  | 7  | 7  | 7  | 7  | 7  | 7  | 7  | 7  |
| Tarrafal Monte Trigo  | 4  | 5  | 6  | 4  | 4  | 5  | 5  | 5  | 5  | 5  | 5  | 4  | 4  | 4  |

| Venceador Associação Académica do Porto Novo 10a título |

## Estadísticas
- Melhor vitória::  Académica do Porto Novo 11 - 0 Sporting Porto Novo (April 16)